# آشور-اوبالیت یکم
آشور-اوبالیت یکم (Aššur-uballiṭ I) (پادشاهی ۱۳۶۵-۱۳۳۰ پیش از میلاد) پادشاه امپراتوری آشور میانه بود. وی با شکست دادن شوت‌تارنای دوم توانست کشور آشور را مستقل و چندی دیگر به یکی از قدرت‌های نیرومند آن روزگار بدل کند.
چندی پس از آن با مرگ بورنابوریاش دوم در بابل این سرزمین دچار نافرمانی و آشفتگی شد. آشوراوبالیت یکم به کوریگالزوی دوم پسر یا نوادهٔ بورنابوریاش یاری رساند تا به تاج و تخت بابل برسد. این آغاز مداخله‌های آشور در بابل بود. در نوشته‌های به‌دست‌آمده در عمارنه نامه‌های (دو نامه) آشوراوبالیت یکم به آمنهوتپ سوم و آخناتون فرعونهای مصر باستان دیده می‌شود که دومی دنبالهٔ نامهٔ نخستین است.

## سرگذشت
با روی کار آمدن آشور-اوبالیت یکم، تاریکی که از حدود ۱۶۰۰ پ. م بر تاریخ آشور سایه افکنده بود، ناگهان کنار رفت. آمیزه‌ای از فشار فزایندهٔ هیتیایی‌ها در شمال و جنگ داخلی در میان شاهان میتانی، سبب افول قدرت میتانی شد و آشور یک بار دیگر فرصت یافت تا در بازی قدرت میان دولت‌های نیرومند آن زمان یعنی بابل، ایلام، هیتی، میتانی، و مصر وارد شود و حتی توانست میتانی را که خود آشور به مدت بیش از یک سده خراجگزار آن بود، مطیع خود سازد.
آغاز پادشاهی آشور-اوبالیت یکم آغازی شد برای پیدایش آشور به عنوان یک امپراتوری قدرتمند
آشور-اوبالیت یکم عنوان «شاه بزرگ» و «شاه گیتی» را برای خود برگزید و خود را «برادر فرعون» خواند؛ که از روابط نزدیک او با مصر خبر می‌دهد. او همچنین، به منظور تحکیم روابط با بابل، دختر خود را به عقد ازدواج بورنابوریاش دوم، شاه بابل درآورد. نتیجهٔ این ازدواج، کاراهارداش بود که پس از درگذشت پدرش، از آن جا که از سوی مادر، نوهٔ آشور-اوبالیت یکم به‌شمار می‌رفت، در پی توطئه‌ای از سوی نیروهای مخالف آشور کشته شد.
آشور-اوبالیت یکم که این رخداد بر او گران آمده بود، در پی اقدامی تلافی‌جویانه، در جنگ داخلی در بابل مداخله کرد، نازی-بوگاش را که بر تخت نشسته بود به زیر کشید، و دیگر پسر بورنابوریاش دوم را با عنوان کوریگالزو-ی دوم (۱۳۳۲–۱۳۰۸ پ. م)، بر تخت پادشاهی بابل نشاند.

## سرانجام
پس از آشور-اوبالیت یکم، پسرش اِنلیل-نیراری به جانشینی‌اش رسید.